# 10 000 mètres féminin aux Jeux olympiques d'été de 2012
Navigation
Pékin 2008 Rio 2016
L'épreuve du 10 000 mètres féminin aux Jeux olympiques de 2012 a lieu le 3 août dans le stade olympique de Londres.

## Records
Avant cette compétition, les records dans cette discipline étaient les suivants :
| Record du monde  | 29 min 31 s 78 | Wang Junxia     | Chine    | 8 septembre 1993 | Pékin |
| Record olympique | 29 min 54 s 66 | Tirunesh Dibaba | Éthiopie | 15 août 2008     | Pékin |

## Médaillées
| Or              | Argent        | Bronze           |
| Tirunesh Dibaba | Sally Kipyego | Vivian Cheruiyot |

## Résultats
| Rang | Nom                      | Nationalité     | Temps          | Notes |
| ---- | ------------------------ | --------------- | -------------- | ----- |
| 1    | Tirunesh Dibaba          | Éthiopie        | 30 min 20 s 75 | SB    |
| 2    | Sally Kipyego            | Kenya           | 30 min 26 s 37 | PB    |
| 3    | Vivian Cheruiyot         | Kenya           | 30 min 30 s 44 | PB    |
| 4    | Werknesh Kidane          | Éthiopie        | 30 min 39 s 38 | SB    |
| 5    | Beleynesh Oljira         | Éthiopie        | 30 min 45 s 56 |       |
| 6    | Shitaye Eshete           | Bahreïn         | 30 min 47 s 25 | NR    |
| 7    | Joanne Pavey             | Grande-Bretagne | 30 min 53 s 20 | PB    |
| 8    | Julia Bleasdale          | Grande-Bretagne | 30 min 55 s 63 | PB    |
| 9    | Hitomi Niiya             | Japon           | 30 min 59 s 19 | PB    |
| 10   | Kayoko Fukushi           | Japon           | 31 min 10 s 35 | SB    |
| 11   | Amy Hastings             | États-Unis      | 31 min 10 s 69 | PB    |
| 12   | Janet Cherobon-Bawcom    | États-Unis      | 31 min 12 s 68 | PB    |
| 13   | Lisa Uhl                 | États-Unis      | 31 min 12 s 80 | PB    |
| 14   | Sara Moreira             | Portugal        | 31 min 16 s 44 | PB    |
| 15   | Fionnuala Britton        | Irlande         | 31 min 46 s 71 |       |
| 16   | Mika Yoshikawa           | Japon           | 31 min 47 s 67 |       |
| 17   | Sabrina Mockenhaupt      | Allemagne       | 31 min 50 s 35 |       |
| 18   | Nadia Ejjafini           | Italie          | 31 min 57 s 03 |       |
| 19   | Elizaveta Grechishnikova | Russie          | 32 min 11 s 32 |       |
| 20   | Olha Skrypak             | Ukraine         | 32 min 14 s 59 |       |
| 21   | Eloise Wellings          | Australie       | 32 min 25 s 43 |       |
|      | Joyce Chepkirui          | Kenya           |                | DNF   |

## Légende
Records et Performances
- AR : Record continental (area record)
- CR : Record des championnats (championship record)
- MR : Record du meeting (meet record)
- NR : Record national (national record)
- OR : Record olympique (olympic record)
- PR : Record paralympique (paralympic record)
- PB : Record personnel (personal best)
- SB : Meilleure performance personnelle de la saison (season's best)
- WL : Meilleure performance mondiale de l'année (world leader)
- WJR : Record du monde junior (world junior record)
- WR : Record du monde (world record)

Circonstances et Conditions
- DNF : N'a pas terminé (did not finish)
- DNS : N'a pas pris le départ (did not start)
- DQ : Disqualification (disqualification)
- NM : Aucun essai valable enregistré (No Mark)
- Q : Qualifié « directement » au prochain tour (ou à la prochaine compétition), lors d'une compétition majeure, grâce au classement ou à la réalisation des minima (automatic qualifier)
- q : Qualifié au prochain tour (ou à la prochaine compétition), lors d'une compétition majeure, grâce au repêchage ou à la réalisation de l'une des meilleures performances parmi celles des « non qualifiés directement » (grâce au meilleur temps ou à la meilleure distance par exemple) (secondary qualifier)